# Assens (Mariagerfjord)
Assens is een plaats in de Deense regio Noord-Jutland, gemeente Mariagerfjord. De plaats telt 1441 inwoners (2019).
Assens was aanvankelijk een klein dorp dat onder de parochie Falslev viel. In 1870 telde de gehele parochie in totaal niet meer dan 299 inwoners. In de omgeving van Assens en Mariager werd al langere tijd krijtsteen gewonnen, en een deel daarvan is onder andere gebruikt in bouwprojecten van koning Christiaan IV. De aanwezigheid van krijt en klei leidde in 1873 tot de vestiging in Assens van de eerste cementfabriek van Denemarken: Cimbria. Later volgden nog de cementfabrieken Dania (1887) en Kongsdal (1907).
Gedurende 100 jaar drukte de cementproductie een grote stempel op Assens. Na 1900 was het aantal inwoners gestegen tot boven de 1000. Er werd een nieuwe school gebouwd, en in 1931 werd de kleine kapel vervangen door een nieuwe kerk, geschonken door cementfabriek Dania. De telefooncentrale van Assens droeg een tijd lang de naam 'Cementcentralen', om verwarring met Assens op Funen te voorkomen. In 1923 sloot Cimbria de deuren, in 1937 gevolgd door Kongsdal. Dania sloot in 1975 als laatste de cementfabriek.
Medio jaren 60 van de 20e eeuw werd door Dansk Salt een fabriek in Assens gebouwd. Aanvankelijk werd Dansk Salt gezamenlijk geëxploiteerd door de Deense overheid en AKZO; uiteindelijk kwam het gehele bedrijf in handen van AkzoNobel. Sinds 2018 is de zoutfabriek onderdeel van Nouryon. Het zout wordt met een pijpleiding vanuit een zoutdiapier nabij Hobro naar Assens getransporteerd. Bij de productie komt elektriciteit vrij die geleverd wordt aan huishoudens. 
Tevens was Assens de vestigingsplaats van Nordisk Pladerør, een fabrikant van ventilatie- en afzuigsystemen. Later werd de fabriek onderdeel van Nordfab.